# Mesdagplein
Het Mesdagplein is een plein in de wijk het Rode Dorp in Baarn in de provincie Utrecht. Twee huizenblokken aan dit plein vormen een gemeentelijk monument.
Het Mesdagplein is een ovaal plein aan de kop van de Veldheimstraat, rondom een grasveld. Er komen drie wegen op uit, de vierde toegangsweg is afgesloten. De twee blokken aan het Mesdagplein bestaan uit twee hoefijzervormige blokken die naar elkaar toe wijzen. De gevels van baksteen hebben elk een gevelsteen. Enkele van de kopse gevels zijn betimmerd. De steile daken zijn opgetrokken in de stijl van de Amsterdamse School. Anders dan de panden van het Rode Dorp aan de Marisstraat, waren de huizen van het Mesdagplein bedoeld voor middenstanders. De architect is A.M. van den Berg uit Hilversum.